# Otia Hispanica
Otia Hispanica (abreviado Otia Hispan.) es un libro ilustrado y con descripciones botánicas que fue escrito por el botánico inglés Philip Barker Webb y publicado en París y Londres en el año 1839 con el nombre de Otia Hispanica, seu, Delectus plantarum rariorum aut nondum rite notarum per Hispanias sponte nascentium.

## Publicación
- Part 1: 1-8, tt. 1-5. Oct 1839;
- Part 2: 9-15, tt. 6-10 (one one plate). May 1840